# 21 & Over (Tha Alkaholiks)
21 & Over è il primo album del gruppo hip hop statunitense Tha Alkaholiks, pubblicato nel 1993 da Loud, RCA e BMG.
«Il più grande gruppo da festa della storia dell'hip hop» è una valida e divertente alternativa al gangsta rap degli anni novanta e la sua forza sta nel sottovalutato produttore E-Swift. 21 & Over è definito la «quintessenza dell'hip hop» e uno degli album d'esordio più promettenti degli anni novanta omnis genere.
| Recensione | Giudizio |
| ---------- | -------- |
| AllMusic   | [ 1 ]    |

## Tracce
1. Likwit (feat. King Tee) – 2:34 (musica: E-Swift, Tha Alkaholiks (co-prod.))
2. Only When I'm Drunk – 3:36 (musica: E-Swift, Tha Alkaholiks (co-prod.))
3. Last Call – 4:37 (musica: E-Swift, King Tee (co-prod.))
4. Can't Tell Me Shit (feat. Sonny Black) – 4:09 (musica: Derick Williams, E-Swift (co-prod.))
5. Turn Tha Party Out (feat. Lootpack) – 3:19 (musica: Lootpack, Tha Alkaholiks (co-prod.))
6. Bullshit (feat. King Tee) – 3:27 (musica: E-Swift, King Tee, Tha Alkaholiks (co-prod.))
7. Soda Pop (feat. Filed Trip) – 2:48 (musica: E-Swift, King Tee (prod. agg.))
8. Make Room – 3:28 (musica: E-Swift, Tha Alkaholiks (co-prod.))
9. Mary Jane – 3:31 (musica: Lootpack, Tha Alkaholiks (co-prod.))
10. Who Dem Niggas (feat. Threat) – 3:46 (musica: E-Swift, Tha Alkaholiks (co-prod.))

## Classifiche settimanali
| Classifica (1993)         | Posizione massima |
| ------------------------- | ----------------- |
| Stati Uniti               | 124               |
| US Top R&B/Hip-Hop Albums | 23                |